# Улаан-Уул
Улаан-Уул (монг.: Улаан-Уул) — сомон аймаку Хувсгел, Монголія. Площа 1,1 тис. км², населення 3,9 тис. чол. Центр сомону лежить за 835 км від Улан-Батора, за 164 км від міста Мурен.

## Рельєф
Гори Улаан тайга (3351 м), Ногоон тайга (3100 м). Річки Шишхид, Бус, Селтес, Гуна, Делгермурун, Балигхем та ін. Озера льодовикового походження.

## Клімат
Клімат різко континентальний. Щорічні опади 200 мм, середня температура січня −20°−28°С, середня температура липня +10°+12°С.

## Природа
1/3 території займає ліс. Багато лікарських та рідкісних трав. Водяться лосі, олені, дикі кабани, ведмеді, вивірки, козулі, соболі, зайці.

## Корисні копалини
Сомон багатий на фосфорити, дорогоцінне каміння, свинець, будівельну сировину.

## Соціальна сфера
Школа, лікарня, сфера обслуговування, туристичні бази, майстерні.